# 艾伦·斯通
艾伦·斯通（英語：Allan Stone，1945年10月14日—），澳大利亚男子网球运动员。他曾两次进入澳大利亚网球公开赛男子双打决赛，其中1975年获得亚军，1977年12月则获得冠军。